# Liste der Fertigungskennzeichen der Enigma
Die (ehemals geheime) Liste der Fertigungskennzeichen der Enigma führt die auf dem Typenschild der Enigma-Maschinen angegebenen Fertigungskennzeichen (Kürzel aus drei Kleinbuchstaben) und die dazugehörigen Fertigungswerke sowie deren Adresse auf.

## Liste
| Kürzel | Ausgabe   | Werk                          | Ort     | Straße             | Bemerkung                        |
| ------ | --------- | ----------------------------- | ------- | ------------------ | -------------------------------- |
| aye    | Okt. 1940 | Olympia Büromaschinenwerke AG | Erfurt  | Mainzerhofplatz    | Fertigung unter Lizenz durch H&R |
| bac    | Feb. 1941 | Ertel-Werk                    | München | Westendstr. 160    | Fertigung unter Lizenz durch H&R |
| gvx    | Juli 1941 | Konski & Krüger (K&K)         | Berlin  | Chausseestraße 117 | Fertigung unter Lizenz durch H&R |
| jla    | Sep. 1941 | Heimsoeth & Rinke (H&R)       | Berlin  | Uhlandstr. 136     | -                                |
| jmz    | Sep. 1941 | Atlas Werke AG                | Bremen  | Steinhöft 11       | Fertigung unter Lizenz durch H&R |

## Geschichte
Bei den Fertigungskennzeichen handelt es sich um sogenannte „Tarnzeichen“, also um codierte Herstellerbezeichnungen. Diese wurden in der Zeit von 1940 bis 1945 aus Gründen der Geheimhaltung an militärischem Gerät (Waffen, Munition, Sprengstoff, Maschinen und Ausrüstungsgegenstände) mit der Absicht verwendet, den Kriegsgegnern Aufschlüsse über Produktionsstätten, Standorte und Leistungen zu verwehren und Aufklärung und Zerstörung sowie Spionage und Sabotage möglichst zu verhindern.

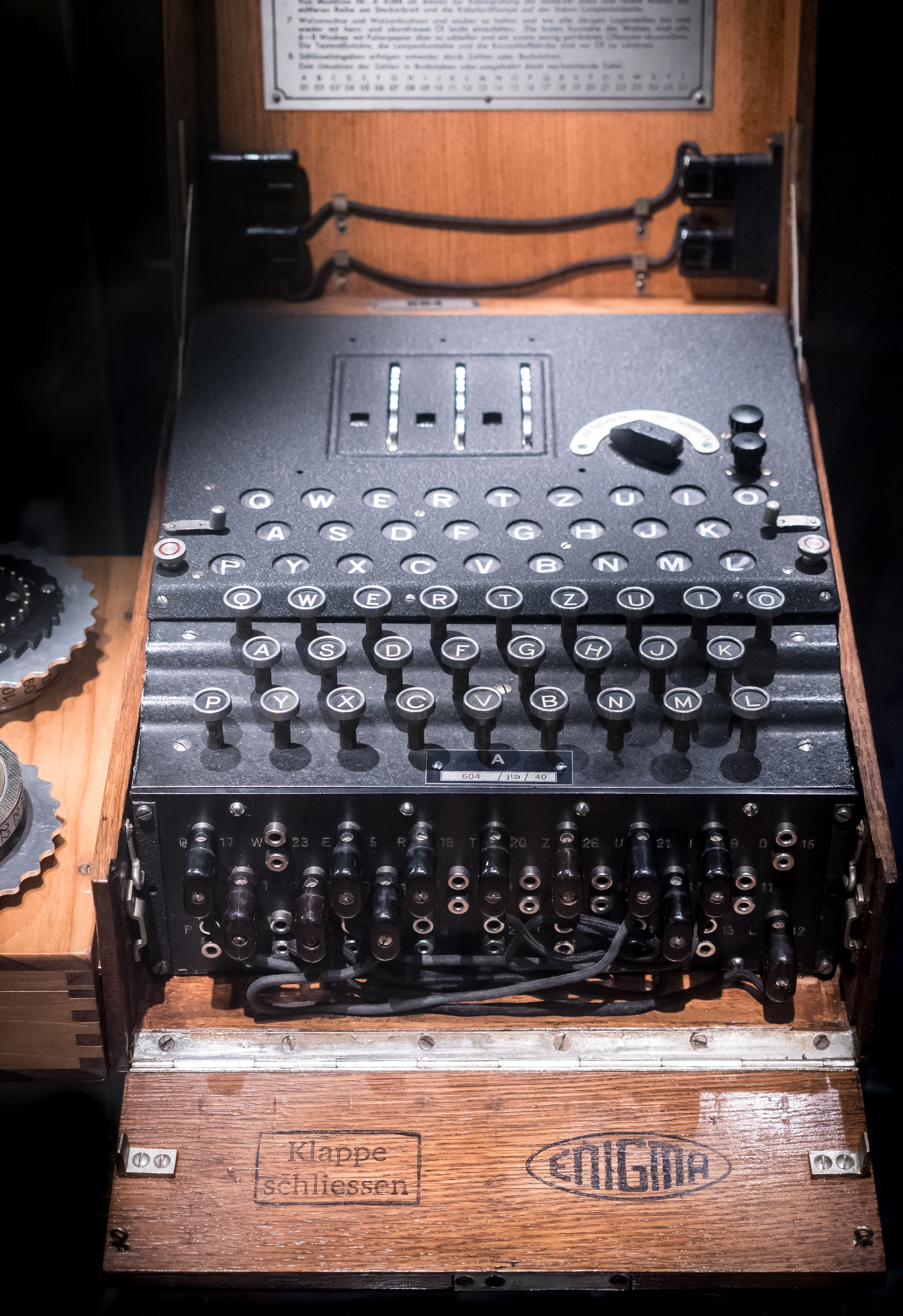
Enigma I, …
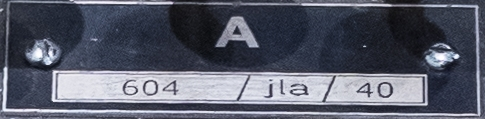
… deren Typenschild die Seriennummer 604 zeigt, das Fertigungskennzeichen jla für Heimsoeth & Rinke sowie das Herstelljahr 40 (für 1940).
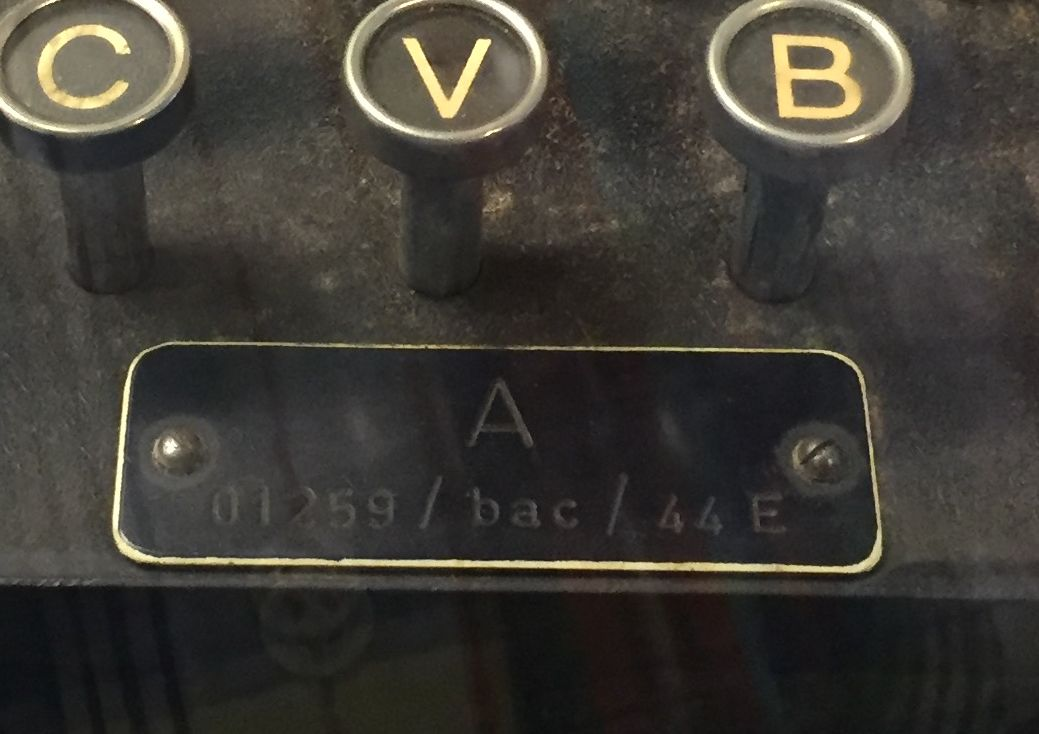
Seriennummernschild einer Enigma I, hergestellt 1944 vom Ertel-Werk (bac) in München.
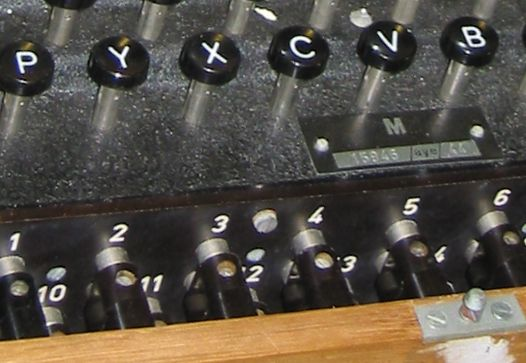
Diese Enigma-M4 trägt die Seriennummer 15943, das Fertigungskennzeichen aye und das Herstelljahr 44.

Nachdem die Enigma zunächst nur durch die Chiffriermaschinen-Aktiengesellschaft (ChiMaAG) und ab 1934 durch ihre Nachfolgefirma Heimsoeth & Rinke (H&R) in Berlin hergestellt worden war, wurde während des Zweiten Weltkriegs die Fertigung unter Lizenz auf unterschiedliche Werke verteilt.
Insgesamt wurden im Laufe des Krieges durch das Oberkommando des Heeres (OKH) nicht weniger als 15 Ausgaben der damals geheimen Liste der Fertigungskennzeichen für Waffen, Munition und Gerät erstellt. Dabei wurde sukzessive der „Buchstabenvorrat“ erweitert.
| Ausgabe   | Buchstabenbereich |
| --------- | ----------------- |
| Nov. 1940 | aaa–azz           |
| Feb. 1941 | baa–bzz           |
| März 1941 | caa–czz           |
| Apr. 1941 | daa–dzz           |
| Mai 1941  | eaa–ezz           |
| Juni 1941 | faa–fzz           |
| Juli 1941 | gaa–gzz           |
| Aug. 1941 | haa–hzz           |
| Sep. 1941 | jaa–jzz           |
| Okt. 1941 | a–z und aa–zz     |
| Juni 1942 | kaa–kzz           |
| Sep. 1943 | laa–lzz           |
| Dez. 1943 | maa–mzz           |
| Aug. 1944 | naa–nzz           |
| Okt. 1944 | oaa–ozz           |